# Artemis (romance)
Artemis é uma obra de ficção científica americana escrita por Andy Weir e publicada em 2017. A narrativa mostra um futuro próximo em que Jazz Bashara, uma garota de vinte e poucos anos, vive presa à Artemis, cidade que os homens instalaram na Lua. Na trama, Jazz aceita uma oportunidade que a leva à uma conspiração envolvendo os jogos de poder do lugar. Artemis é o segundo livro de Weir, o romance foi vencedor do Goodreads Choice Awards 2017 de ficção científica.

## Enredo
Jazz Bashara é uma criminosa, uma pequena contrabandista. Sua história se desenrola em Artemis, a primeira e única cidade na lua, local muito visitado por turistas e habitação de empresários ricos. Jazz possui dívidas e o dinheiro que ganha em seu trabalho mal cobre o aluguel, por isso, quando surge a oportunidade de ganhar uma enorme quantia cometendo o crime perfeito, Jazz não consegue recusar, a questão é que esse delito é apenas o começo de seus problemas, pois a fará cair no meio de uma conspiração pelo controle de Artemis.

## Personagens
- Jazz Bashara: É uma contrabandista que, para sobreviver, se vê envolvida numa trama fora do planeta Terra. Movida pelo desejo de viver em Artemis, a primeira e a única cidade da Lua, habitada em pleno por turistas ricos ou milionários excêntricos, Jazz é confrontada com a oportunidade de mudar o curso de sua vida: "Tem apenas de conseguir o impossível, e de o fazer fora da colônia, onde não só a gravidade é seis vezes inferior à da Terra como o Sol queima e o ar não existe.", lê-se na sinopse do livro.[5]

## Adaptação para o cinema
Antes mesmo do lançamento do livro, os direitos para sua adaptação cinematográfica já haviam sido comprados pela Fox, os diretores Phil Lord e Christopher Miller são apontados como os responsáveis pela adaptação, além da dupla, os produtores Simon Kinberg e Aditya Sood, que trabalharam na adaptação de outro livro de Weir ao cinema, Perdido em Marte, também são apontados como membros da equipe de adaptação.